# Oratorio di Santa Maria della Neve (Corniglio)
L'oratorio di Santa Maria della Neve, noto anche come santuario di Santa Maria della Neve, è un luogo di culto cattolico dalle forme tardo-romaniche e barocche, situato nel centro di Curatico, frazione di Corniglio, in provincia e diocesi di Parma; è sussidiario della parrocchiale di San Prospero di Beduzzo e fa parte della zona pastorale della Montagna.

## Storia
Il luogo di culto fu edificato intorno al 1497, come testimoniato dalla data incisa sulla piccola campana del campanile a vela, e fu menzionato per la prima volta il 4 dicembre 1499, in un accordo stipulato nel castello di Corniglio col padre generale dei Servi di Maria di Parma, finalizzato alla nomina di un rettore dell'edificio e alla costruzione nei suoi pressi di un monastero, inizialmente autonomo ma successivamente aggregato a quello cittadino.
Il convento rimase in funzione fino al 1670, quando fu distrutto da una devastante frana e mai più ricostruito; i servi di Maria abbandonarono quindi Curatico, lasciando un cappellano per la cura dell'oratorio.
Nel corso del XVII secolo il luogo di culto fu profondamente modificato, sopraelevando l'intera struttura e decorando gli interni.
Nel 1808, in seguito alla soppressione degli ordini religiosi stabilita da Napoleone, i servi di Maria furono costretti ad abbandonare il monastero di Parma e conseguentemente l'oratorio di Curatico fu affidato in gestione alla diocesi di Parma.
Intorno al 2000 l'edificio fu sottoposto a una serie di lavori, che interessarono le coperture, le pavimentazioni e le decorazioni interne.

## Descrizione

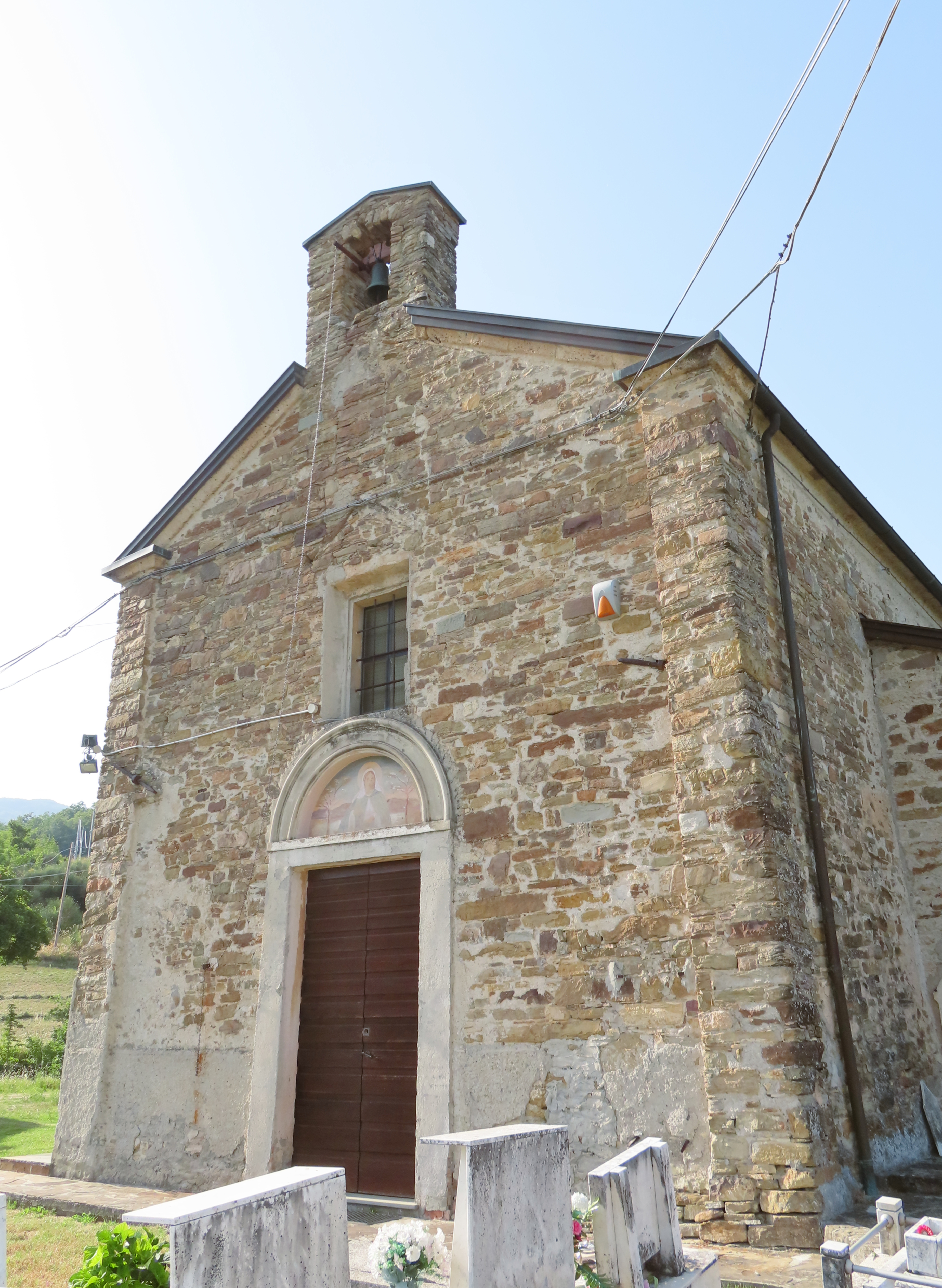
Facciata

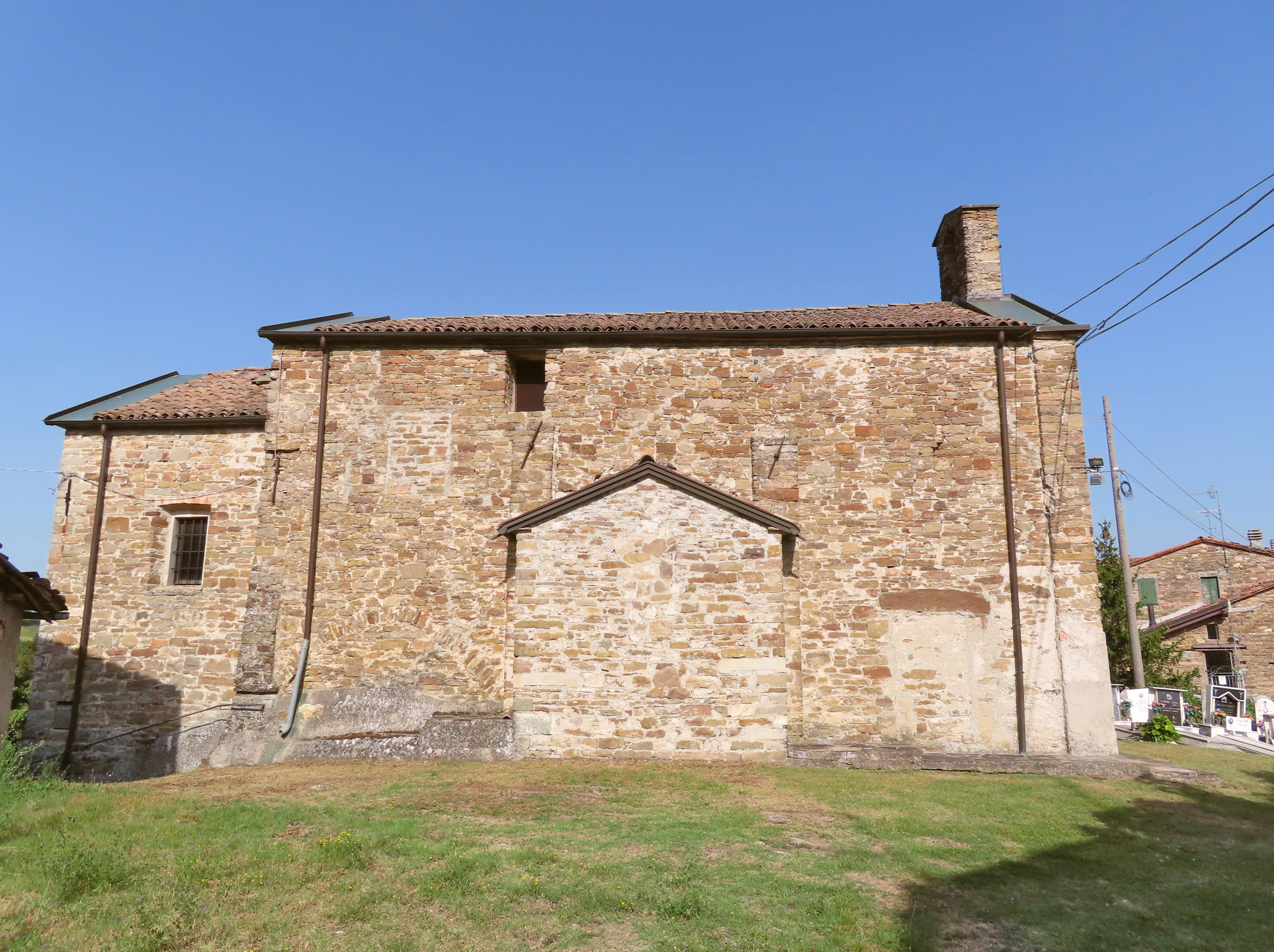
Lato ovest

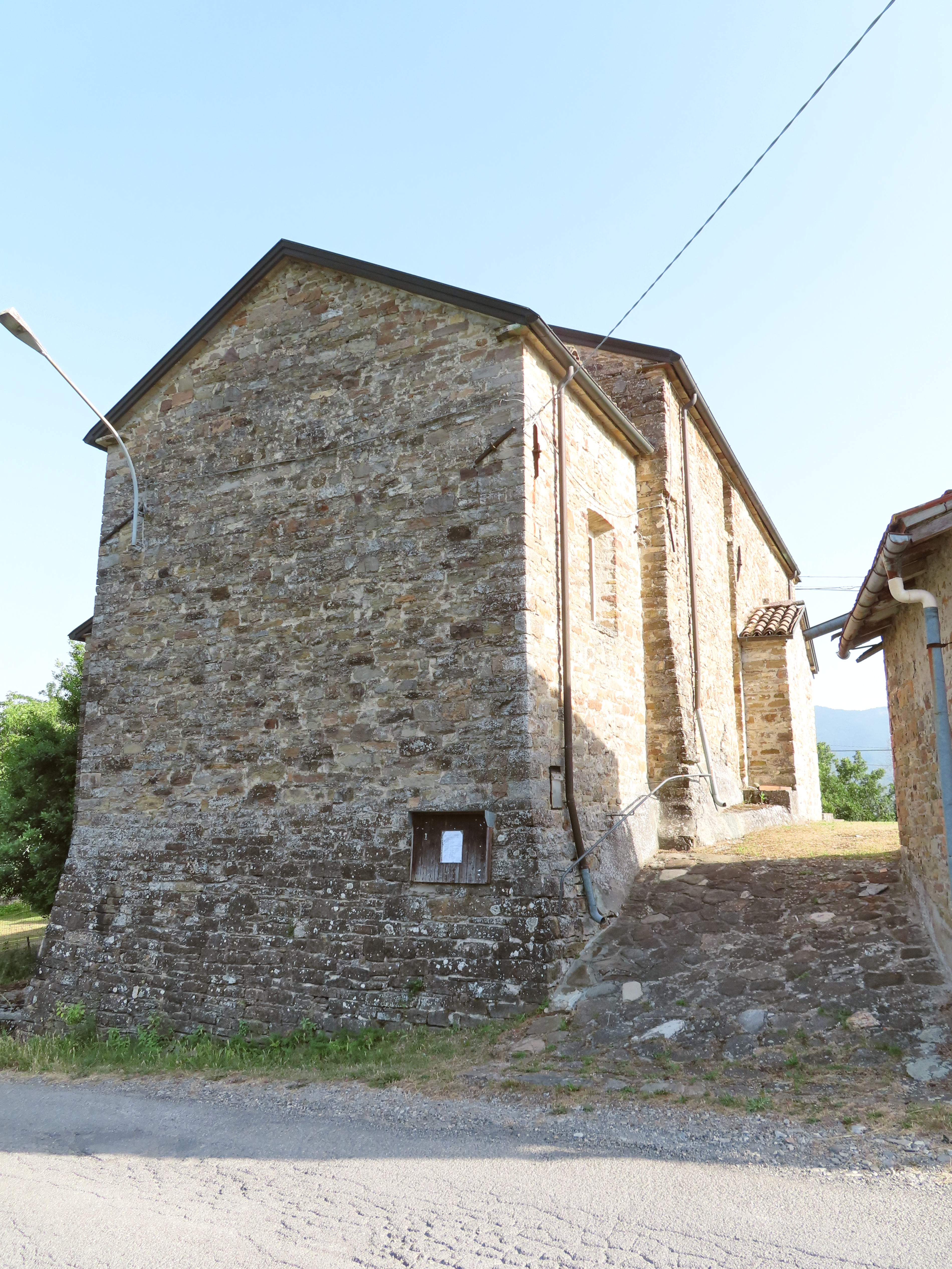
Retro e lato ovest

L'oratorio si sviluppa su un impianto a navata unica affiancata da una cappella per lato, con ingresso a sud-ovest e presbiterio absidato a nord-est.
La semplice e simmetrica facciata a capanna, rivestita in pietra come il resto dell'edificio, è caratterizzata dalla presenza nel mezzo dell'ampio portale d'ingresso, delimitato da una cornice e sormontato da una lunetta contenente un affresco raffigurante la Madonna della Neve; immediatamente al di sopra si apre una finestra rettangolare, mentre alle estremità del prospetto si elevano due lesene sormontate da sottili capitelli dorici; a coronamento si staglia nel mezzo un piccolo campanile a vela, con cella ad arco a tutto sesto; più in basso, seminascosti all'interno del paramento murario aggiunto nel XVII secolo, si scorgono ancora l'originario profilo del tetto e l'antico campaniletto a vela centrale.
Dai fianchi aggettano i volumi delle cappelle e, sulla destra, della sagrestia.
All'interno la navata, coperta da una volta a botte lunettata, è scandita da una serie di lesene doriche a sostegno del cornicione perimetrale in rilievo; ai lati si affacciano attraverso due ampie arcate a sesto ribassato le cappelle laterali, coronate da volte a botte.
Il presbiterio, lievemente sopraelevato, rientra parzialmente verso l'aula rispetto all'arco trionfale, ornato con un affresco; l'ambiente ospita nel mezzo l'altare maggiore ligneo a mensa, aggiunto intorno al 1980; sul fondo l'abside a pianta poligonale è illuminata lateralmente da due monofore.